# The Ex (band)
The Ex is een underground band uit Nederland, begonnen in 1979 als punkband. The Ex is ontstaan uit de kraakbeweging in Amsterdam en Wormer, en is aanvankelijk geïnspireerd door bands als The Fall. Later gaat de band in meer muziekgenres en -stijlen spelen, als noise, folk, etnische muziek, improvisatie en jazz, en cross-overs daartussen. De band geniet internationale waardering onder meer door de maatschappijkritische boodschap, door het energieke, ritmische, atonale gitaarspel, en door de woedende zang van zanger G.W. Sok, de laatste jaren vervangen door Arnold de Boer van Zea. De band maakt zijn eigen posters en tekstboekjes zelf om kosten te besparen. Hierdoor blijft de maximale verkoopprijs van de albums altijd laag. Ook brengen ze alle albums in eigen beheer uit, in de beginjaren onder steeds een andere platenmaatschappij.

## Biografie

### Jaren tachtig
In juni 1980 bracht The Ex hun eerste ep uit, All Corpses Smell the Same, en later dat jaar het eerste album, Disturbing Domestic Peace. Het muziekspel was ondergeschikt aan de teksten, die bestonden uit rechttoe-rechtaan statements over politiek en misstanden in de maatschappij. Het tweede album, History is What's Happening uit 1982, wordt gezien als een muzikale vooruitgang. Jon Langford produceerde het derde album, Tumult uit 1983. Enkele maanden later kwam de 12 inch Gonna Rob The Spermbank uit.
De band bestond rond deze tijd uit vijf mensen: G.W. Sok (zanger, echte naam: Jos Kleij), Terrie (gitaar), Sabien (drums), Luc Ex en Joke (beiden basgitaar). Achternamen speelden geen rol bij The Ex. Deze bezetting bracht in 1984 de dubbelelpee Blueprints For A Blackout uit, waarop meer werd geïmproviseerd, en voor The Ex nieuwe muziekinstrumenten werden gebruikt, waaronder viool, hobo, marimba en zelfs olievaten. Later dat jaar wisselde de band van drummer: Sabien maakte plaats voor Katrin. Het jaar daarop verliet ook Joke de groep. In 1985 werd Pokkeherrie uitgebracht. Op dit album speelden experimenten geen rol en klonk de band weer als op de oude elpees, gedomineerd door de gitaar van Terrie.
In 1986 werd John van de Weert, voormalig zanger en gitarist van de Rondos, even lid van de band, en samen namen ze de dubbelsingle "1936: The Spanish Revolution" op. De dubbelsingle bevatte Spaanse volksliedjes, en werd vergezeld door een fotoboek. De single werd vooral in Engeland een groot succes. Too Many Cowboys, het zesde album uit 1987, bestond gedeeltelijk uit live-materiaal. Ook was er een flexidisc aan het album toegevoegd, met daarop het nummer "Wie Vermoordde Hans K.?" van Nico van Apeldoorn (waarvan de tekst was gebaseerd op de structuur van "Who Killed Davey Moore?" van Bob Dylan). Datzelfde jaar werkte de band samen met de Engelse punkband Chumbawamba onder de naam Antidote.
In 1988 verliet John de band. Hij werd vervangen door gitariste Nicolette. Ook richtte de band de platenmaatschappij Ex Records op. Hierop verscheen Hands Up! You're Free, een verzameling nummers, opgenomen tijdens Peel Sessions in 1983, 1985 en 1986. Ook nam The Ex Aural Guerrilla op, wederom geproduceerd door Langford, en bracht de single "Rara-rap" uit, een aanklacht tegen apartheid. Ze leverden enkele nummers voor het verzamelalbum Intifada, om zo de strijd van de Palestijnen te steunen.
Op de meer experimentele en jazzy dubbelelpee Joggers & Smoggers uit 1989 werkten verscheidene gastmuzikanten mee, waaronder leden van Sonic Youth, Dog Faced Hermans en Ab Baars. Nicolette was rond deze tijd geen lid meer van de band. De band bracht op het Dissonanten festival te Rotterdam samen met een groot aantal gastmuzikanten het album live ten gehore.

### Jaren negentig
In 1990 werkte de band samen met The Mekons op het Engelse label Clawfist. Ook begon een samenwerking met de experimentele cellist Tom Cora. In 1991 begon de band hun singlesproject. Ze boden een abonnement aan, waarbij een geïnteresseerde, na 36 gulden te hebben betaald, een jaar lang iedere twee maanden een single thuisgestuurd kreeg. Een single bevatte vier nummers, opgenomen tijdens een optreden in het Bimhuis te Amsterdam, waarbij The Ex werd bijgestaan door onder andere Ab Baars, Han Bennink en Wolter Wierbos. Ook verscheen er dat jaar een nieuw album, Scrabbling At The Lock, een samenwerking met Tom Cora. Ook Andy, de gitarist van Dog Faced Hermans, speelde vanaf toen mee met de band. Dit album werd de tot dan toe best verkochte plaat van de groep, met als undergroundhit het nummer State of Shock. Begin januari 1992 ontving de band op Noorderslag de BV Popprijs '91.
In 1993 werkten The Ex en Tom Cora voor de tweede keer samen op And The Weathermen Shrug Their Shoulders. Het jaar daarop begon de band een serie optredens onder de titel It's All Too Beautiful, waarbij muziek en dans tegen elkaar ingaan. Tijdens de optredens werd de band bijgestaan door Joop van Brakel en een dansgroep, onder leiding van choreograaf Wim Kannekens. De optredens duurden tot in 1995.
In 1995 werd stemkunstenaar Han Buhrs voor enige tijd lid van The Ex, en samen met hem namen ze het album Mudbird Shivers op. De komst van Buhrs inspireerde de band om ook blues-invloeden in de muziek te verwerken. In 1994 stopte Dog Faced Hermans, waarna Andy zich definitief bij The Ex aansloot. In deze samenstelling nam de band het geïmproviseerde dubbelalbum Instant op, waarop samenwerkingen met oude vrienden staan. Ook gaven ze dat jaar een feest in Paradiso, onder de naam "Plezante Aangelegenheid".
Na dit feest werd het enkele jaren rustiger rond de band. De bandleden gingen andere muzikale projecten aan. Enkele leden werkten samen met de klezmerband Kletka Red en met het dansgezelschap Magpie. Buhrs verliet begin 1997 de band. Datzelfde jaar bracht G.W. Sok Ex-Rated uit, een bundel met een groot aantal van zijn songteksten.
De band trad inmiddels over de hele wereld op. In 1998 werkte de band in de Verenigde Staten samen met producer Steve Albini voor het album Starters Alternators. In 1999 namen ze in de Verenigde Staten een mini-album op met Tortoise. In mei 1999 vierde de band haar twintigjarig bestaan in Paradiso, waarbij ze samenspeelden met onder andere De Kift en Shellac.

### Jaren 2000
In juni 2000 trad The Ex op tijdens het Holland Festival, waar ze samenwerkten met een twintigkoppige big band. Onder anderen columnist Jan Mulder en dirigent Hamisch McKeich werkten mee aan dit optreden. Ook maakte gitarist Terrie twee geïmproviseerde albums, één met Ab Baars en één met Han Bennink. In 2001 verscheen het wederom door Albini geproduceerde album Dizzy Spells, waarna de band op tournee ging door Europa en de Verenigde Staten. In 2001 verscheen ook In the Fishtank, een album waarop The Ex samenwerkt met Sonic Youth.
Samen met Han Bennink gaf de band in 2002 onder meer concerten in Ethiopië. In 2003 verliet bassist Luc de band, en werd vervangen door contrabassiste Rozemarie, die onder andere in het Koninklijk Concertgebouworkest had gespeeld. In 2003 bracht The Ex de Congolese band Konono Nr. 1 naar Europa, de eerste keer dat zij buiten Afrika zijn. The Ex ging weer op tournee, onder andere in Italië, Eritrea en een drieweekse tournee door de Verenigde Staten. In de Verenigde Staten werkten ze voor de derde keer samen met Albini voor het dubbelalbum Turn, dat in 2004 werd uitgebracht. Ook ging de groep in dat jaar voor de tweede keer op tournee door Ethiopië. In 2005 bracht de band samen met de Franse geluidsdichter Anne James Chaton het album In The Event uit, evenals de singlecompilatie Singles.Period. In 2005 verliet contrabassiste Rozemarie de band weer.
In deze jaren bracht The Ex regelmatig weinig bekende Afrikaanse bands naar Europa en de Verenigde Staten. Zij traden dan op als voorprogramma, maar vaak ook samen met The Ex. Niet alleen Konono Nr. 1 maar ook Djibril Diabaté en de Azmari's verkregen op deze manier bekendheid bij westers publiek.
Christina Hallström en Mandra Wabäck maakten in 2004 een documentaire over The Ex, Beautiful Frenzy. In 2006 regisseerde Jem Cohen de concertfilm Building a Broken Mousetrap.
In 2005 trad The Ex op in "A Clockwork Orange" samen met theatergroep d'Electrique, de productiekern rond Ko van den Bosch, in een enorme scheepsloods in het Over het IJ Festival. Deze voorstelling werd zeer goed ontvangen door pers en publiek. In mei en juli 2007 ging "A Clockwork Orange" in reprise en op tournee langs de theaters.
In januari 2009 stapte zanger en oprichter G.W. Sok uit de band. Hij miste voldoende enthousiasme en wilde zich meer concentreren op schrijven en grafisch ontwerp. Wel wilde hij op een of andere manier betrokken blijven bij The Ex. Hij werd vervangen door Arnold de Boer van Zea, met wie The Ex al eerder samenwerkte.
In 2010 gaf de band een optreden op het Incubate festival in Tilburg, en toerde later dat jaar met onder andere de RaaskalBOMfukkerZ.
De band begon in deze latere periode ook met het heruitgeven uit van eerdere elpees.

## Discografie
- Disturbing Domestic Peace (1980)
- History Is What's Happening (1982)
- Tumult (1983)
- Blueprints for a Blackout (1984)
- Support The Miners' Strike (live, met Morzelpronk + Nico en Zowiso, 1985)
- Pokkeherrie (1985)
- Too Many Cowboys (1987)
- Hands Up! You're Free (1988)
- Aural Guerrilla (1988)
- Joggers & Smoggers (1989)
- Scrabbling At The Lock (1991)
- And The Weathermen Shrug Their Shoulders (1993)
- Mudbird Shivers (1995)
- Instant (1995)
- Starters Alternators (1998)
- In The Fishtank 5 (met Tortoise, 1999)
- Dizzy spells (2001)
- Een Rondje Holland (onder de naam Ex Orkest, 2001)
- Fiets (2002)
- In The Fishtank 9 (met Sonic Youth en Instant Composers Pool, 2002)
- Turn (2004)
- In The Event (met Anne James Chaton, 2005)
- Singles.Period (singlescompilatie, 2005)
- Moa Anbessa (met Getatchew Mekuria + guests, 2006)
- Catch my shoe (2010)
- Y'Anbessaw Tezeta (met Getatchew Mekurya + friends, 2012)
- Enormous door (met Brass Unbound, 2013)
- 27 Passports (2018)
- If Your Mirror Breaks (2025)